# Paracles griseola
Paracles griseola là một loài bướm đêm thuộc phân họ Arctiinae, họ Erebidae.